# Kosofe
Kosofe ist eine Local Government Area im Bundesstaat Lagos. Sie hat etwa 940.300 Einwohner und ist ein Teil der Metropolregion Lagos.